# Église Saint-Pierre-et-Saint-Paul de Glogovac
Pour les articles homonymes, voir Église Saint-Pierre-et-Saint-Paul.
L''église Saint-Pierre-et-Saint-Paul de Glogovac' (en serbe cyrillique : Црква Светих Петра и Павла у Глоговцу ; en serbe latin : Crkva Svetih Petra i Pavla u Glogovcu) est une église orthodoxe serbe serbe située à Glogovac, dans la municipalité de Bogatić et dans le district de Mačva, en Serbie. Elle est inscrite sur la liste des monuments culturels protégés de la république de Serbie (no SK 2033),,.

## Présentation

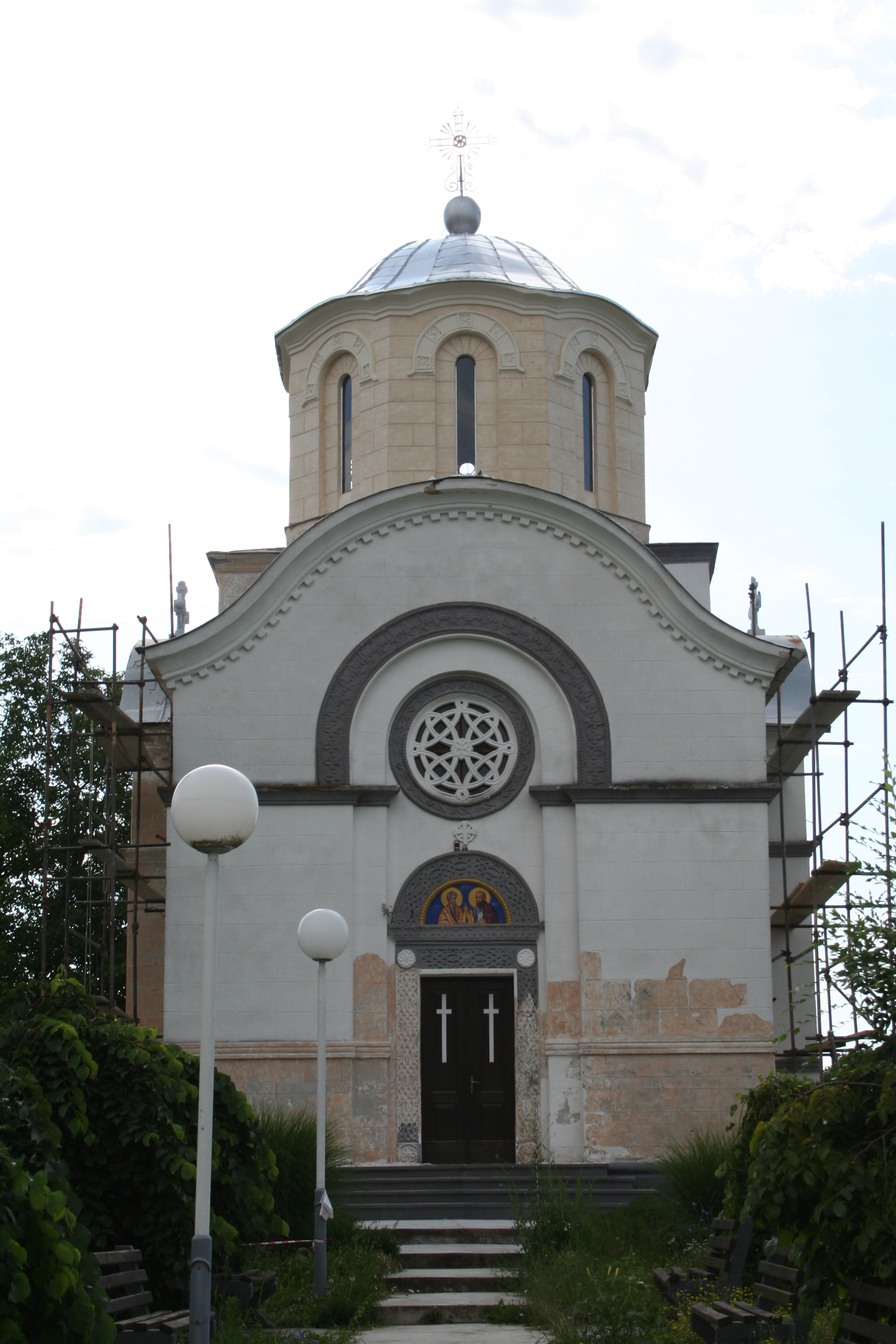
La façade occidentale

L'église a été construite en 1927, dans l'esprit de l'école moravienne qui a fleuri au Moyen Âge.
Construite en briques et en pierres et enduite de plâtre, elle s'inscrit dans un plan tréflé, avec une abside demi-circulaire à l'est et des saillies rectangulaires sur les parois latérales ; la nef est dominée par un dôme. Les façades sont rythmées par des arcades, des archivoltes et par une corniche moulurée courant au-dessous du toit ; le portail occidental est surmonté d'une rosace stylisée.

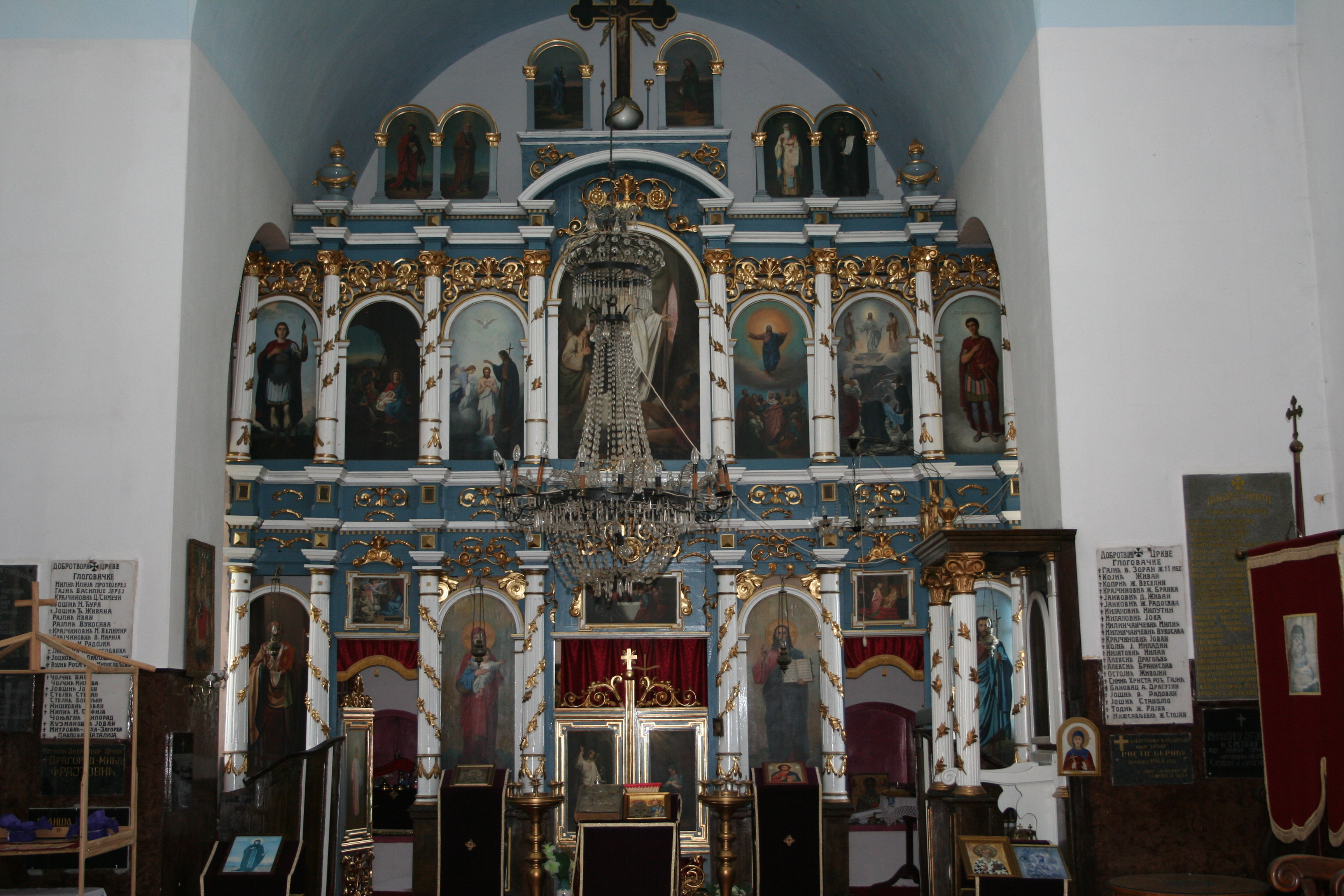
L'iconostase de l'église.
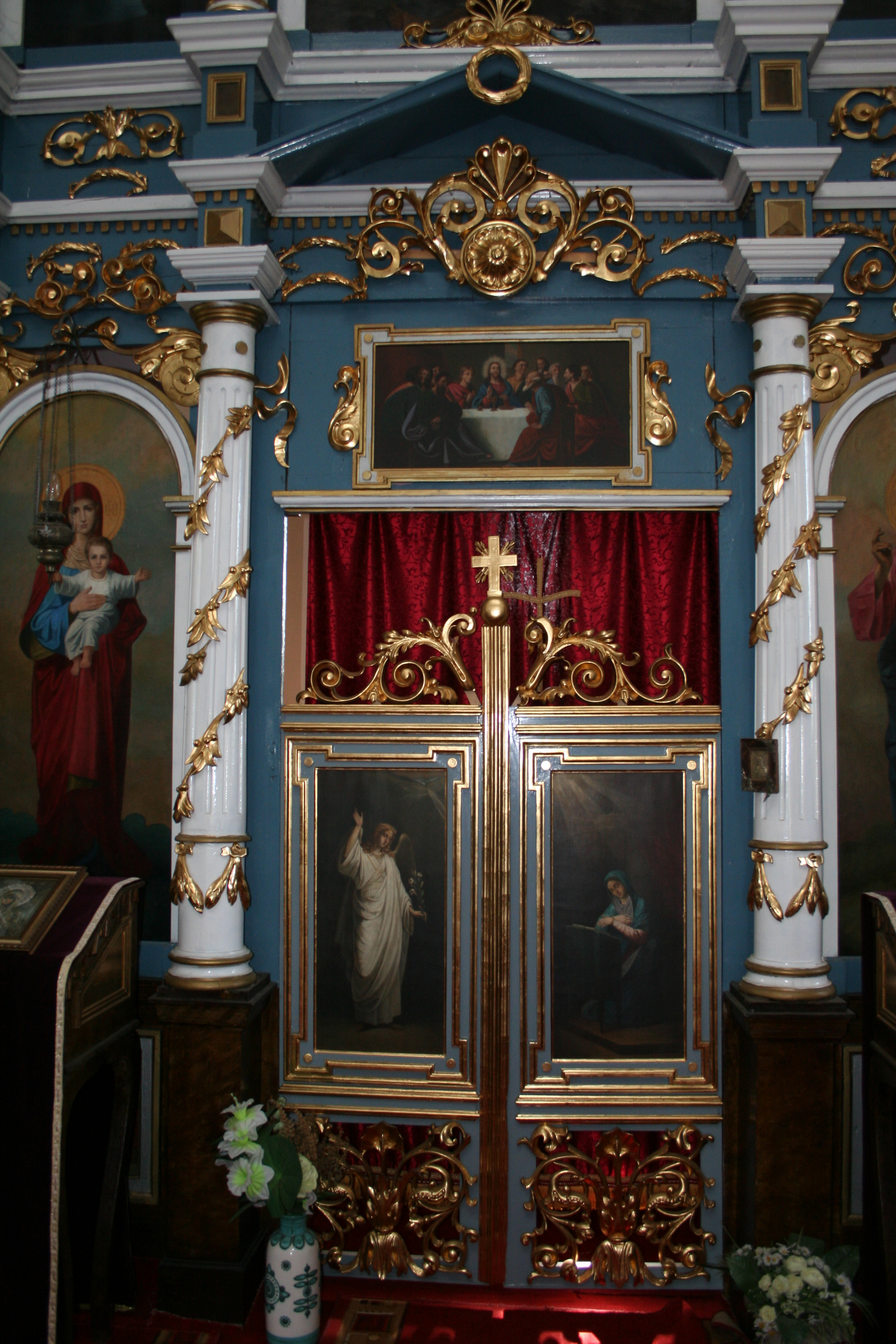
Détail des « portes royales ».